# 基爾卡斯區
基爾卡斯區（西班牙語：Distrito de Quilcas），是秘魯的一個區，位於該國中部胡寧大區的萬卡約省，始建於1952年5月27日，面積167.98平方公里，海拔高度3,330米，2005年人口4,114，人口密度每平方公里24人。